# Drapeau d'Arcachon
Le drapeau d'Arcachon est un drapeau tricolore noir, blanc et jaune.

## Description

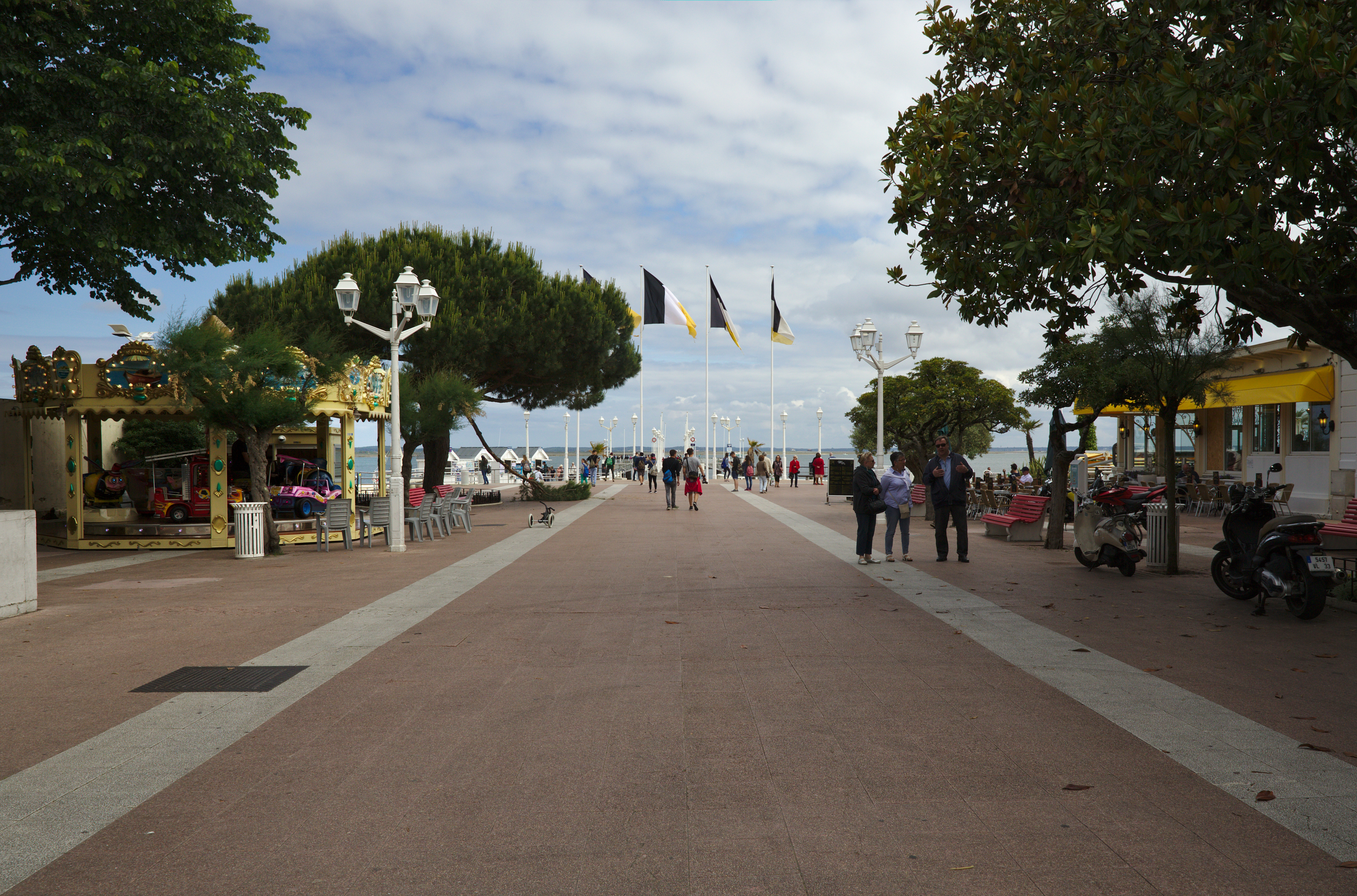
Jetée Thiers.

Le drapeau d'Arcachon est un drapeau tricolore arborant comme couleurs, respectivement, le noir, le blanc et le jaune. Les couleurs proviennent du comble du blason d'Arcachon ; il s'agit des couleurs officielles de la ville d'Arcachon. 

## Symbolique
Le drapeau d'Arcachon s'inspire de la devise d'Arcachon « Hier solitude, aujourd’hui bourg, demain cité », elle-même s'inspirant de l'inscription gravée sur la cloche de l'église Saint-Ferdinand : « Nox heri, Hodie aurora, Cras lux » (du latin, Hier la nuit, aujourd’hui l’aurore, demain la lumière)
En effet, le drapeau traduit la devise par chacun de ses rectangles, de droite à gauche :
- Le noir représente l'obscurité, les échecs du passé et la solitude ;
- Le blanc représente le présent et l'éveil de la conscience en rappelant l'aube ;
- Le jaune représente la lumière du futur et la cité[2].

## Polémique
La ville d'Arcachon, station balnéaire accueillant un grand nombre de touristes français, a souvent recours à son propre drapeau à la place du drapeau français. Certains touristes français se plaindraient[réf. nécessaire] de l'usage d'un drapeau communal similaire au drapeau français, à la place du drapeau national, en particulier sur la place et la jetée Thiers. Le drapeau serait vu comme une version délavée du drapeau français.